# 8e armée (Empire ottoman)
Pour les articles homonymes, voir 8e armée.
La 8e armée ottomane est une grande unité (armée) de l'armée ottomane créée en 1917 pendant la Première Guerre mondiale en Orient. Elle est engagée dans la campagne du Sinaï et de la Palestine. Elle subit de lourdes pertes dans la bataille de Jérusalem (novembre-décembre 1917) puis dans celle de Megiddo (septembre 1918). Ses restes se replient vers la Syrie du nord et sont dissous en Anatolie après la capitulation ottomane à la fin de 1918.

## Première Guerre mondiale

### 1917

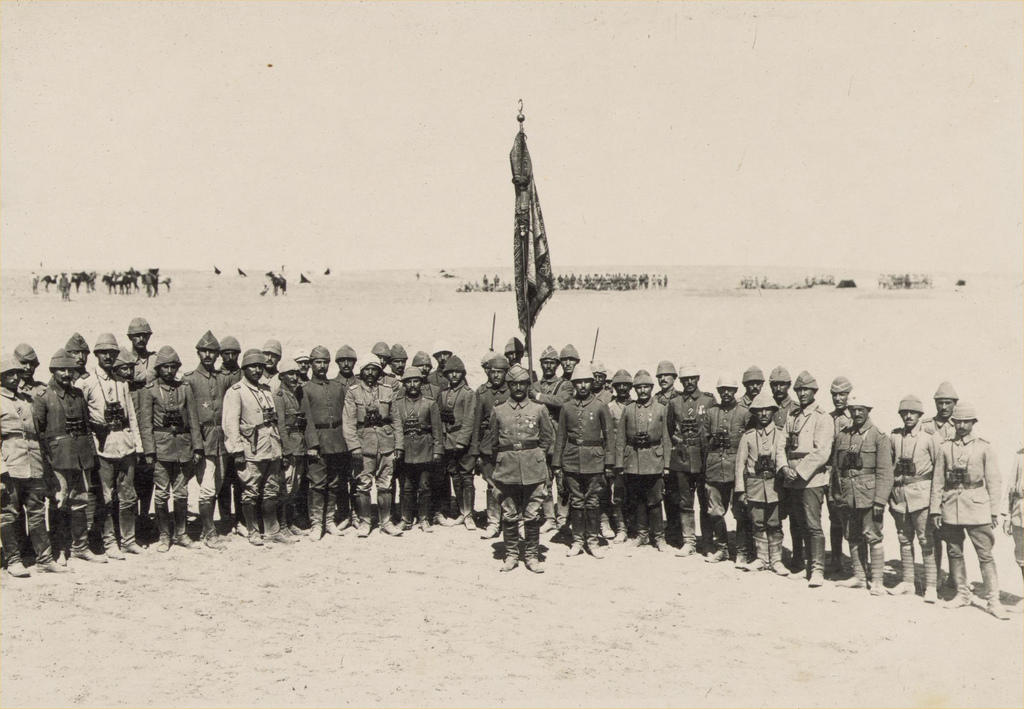
Officiers ottomans à la bataille de Gaza, 1917.

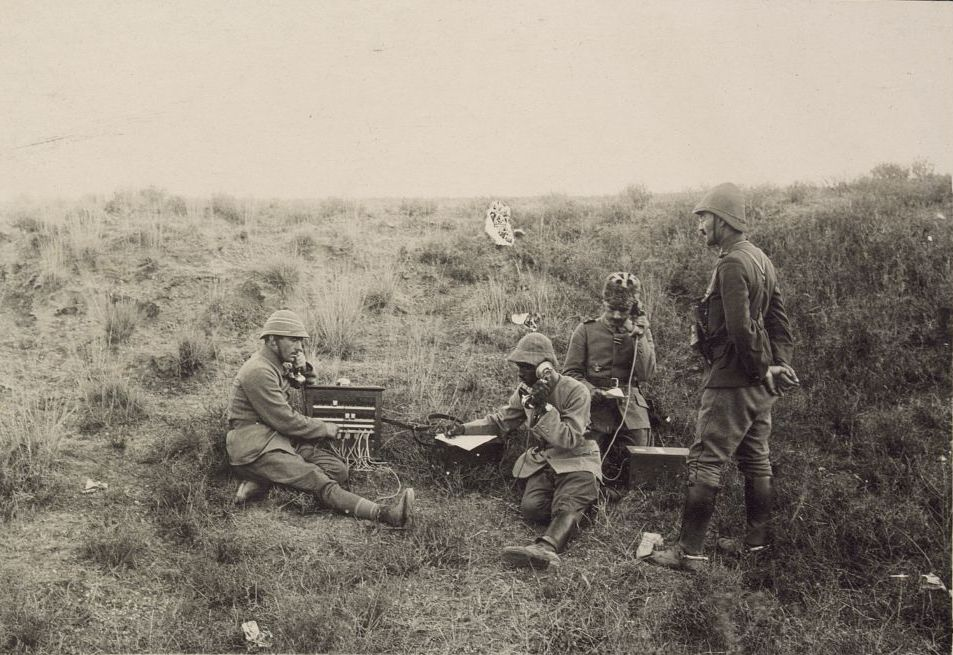
Téléphone de campagne ottoman à Huj près de Gaza, 1917.

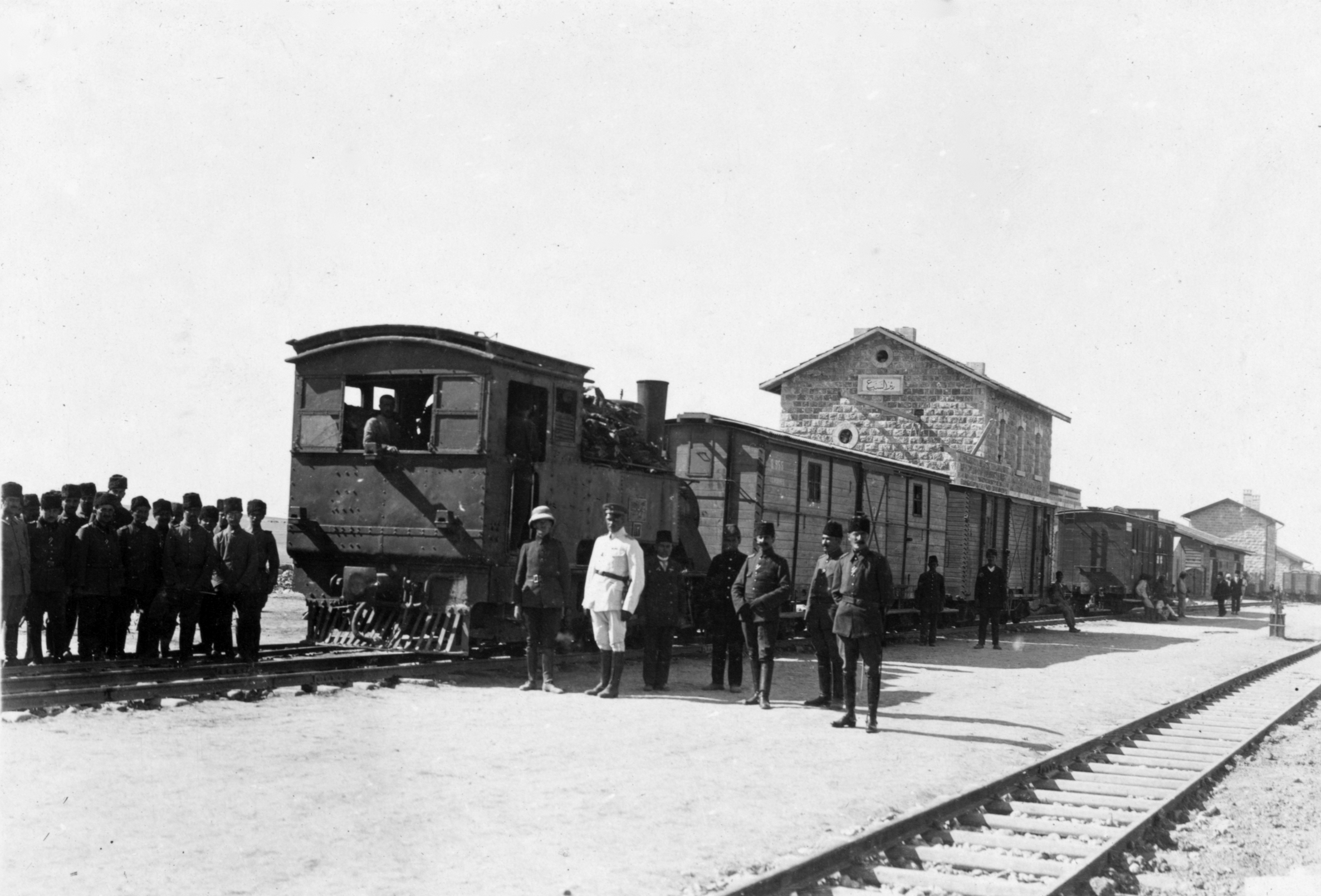
Militaires ottomans à la gare de Beer-Sheva, 1917.

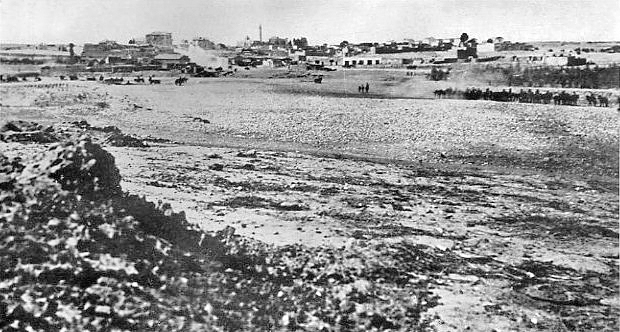
Beer-Sheva en 1917.

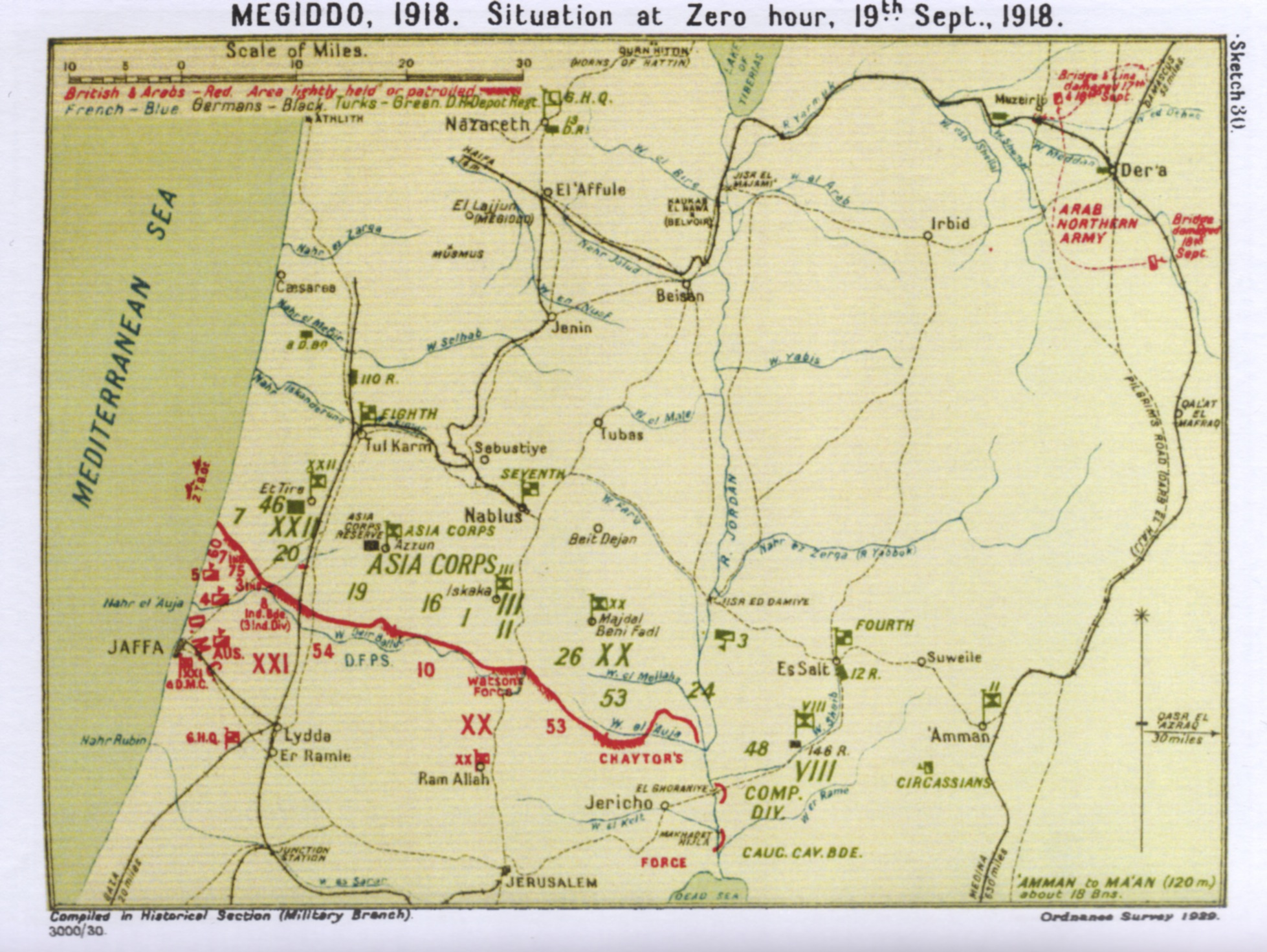
D'ouest en est : 8e, 7e et 4e armées ottomanes lors de la bataille de Megiddo, 19 septembre 1918.

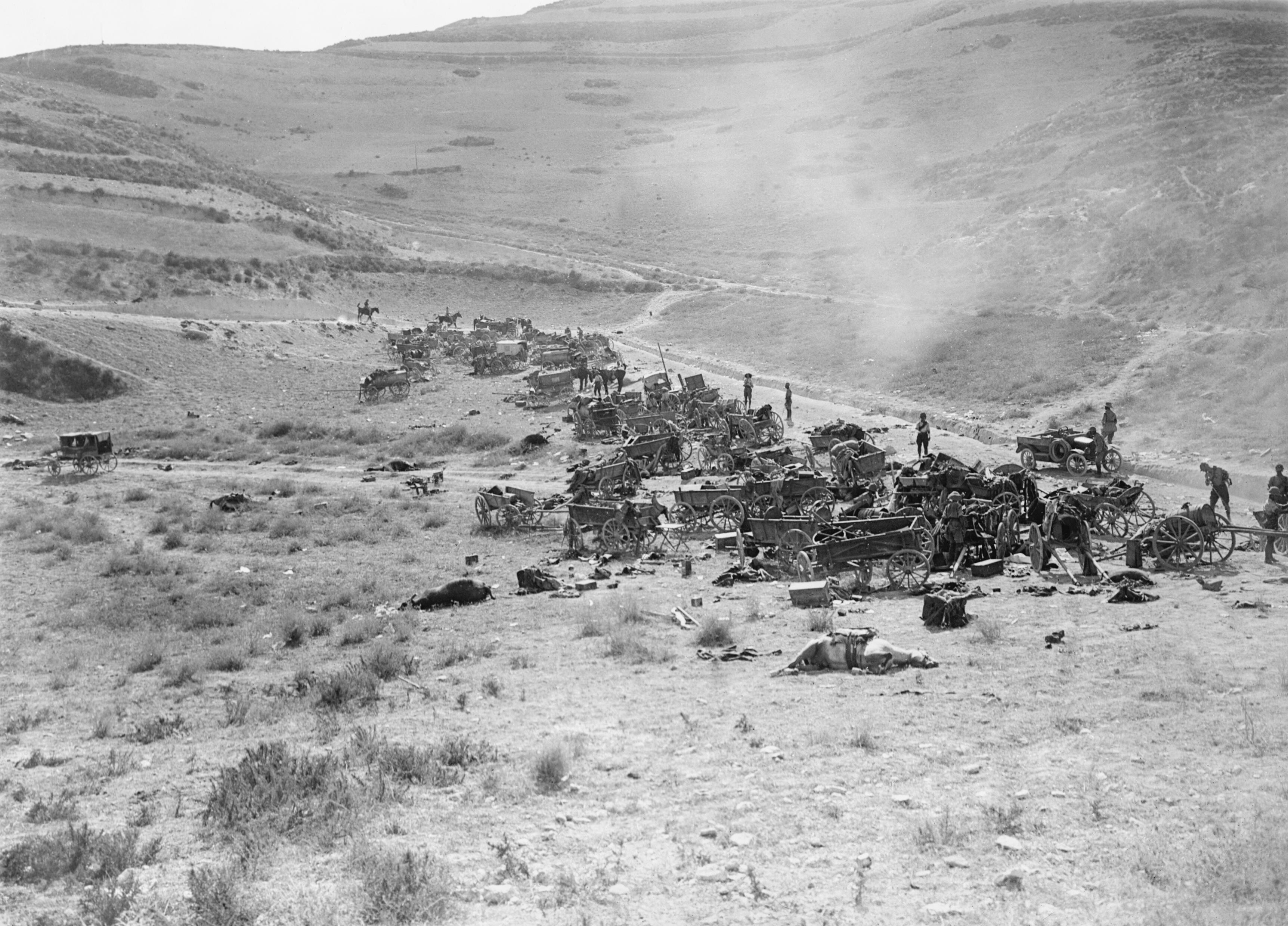
Transports ottomans détruits à la bataille de Megiddo, septembre 1918.

En juin 1917, l'Empire ottoman doit faire face à la menace de l'Egyptian Expeditionary Force britannique sur le front de Palestine. Enver Pacha, ministre de la guerre et chef effectif du gouvernement des Trois Pachas, décide de créer le nouveau groupe d'armées Yildirim (en), sous le commandement du feld-maréchal allemand Erich von Falkenhayn, afin de relayer la 4e armée ottomane engagée depuis le début du conflit. Pour renforcer la défense du Proche-Orient, le commandement germano-ottoman rapatrie plusieurs divisions des troupes ottomanes de Galicie et de Roumanie et déplace une partie des troupes de Thrace orientale,.
Troupes déjà présentes en Palestine :
- 3e, 7e, 16e et 54e divisions d'infanterie

Troupes arrivées pendant l'été 1917 :
- 26e, 27e et 53e divisions d'infanterie

Les 3e, 7e, 16e et 26e divisions avaient combattu pendant la bataille des Dardanelles (1915-1916) et la 3e division de cavalerie dans la campagne du Caucase,.
La 8e armée est créée le 2 octobre 1917 sous le commandement du général allemand Friedrich Kress von Kressenstein. Avec la 7e armée ottomane (Mustafa Kemal Pacha), elle tient le front de Gaza à la mer Morte tandis que la 4e armée, écartée du front principal, est redéployée en Syrie centrale et aux confins du désert d'Arabie.
Lors de sa création, la 8e armée comprend les unités suivantes :
- 3e, 7e, 16e, 26e, 27e, 53e et 54e divisions d'infanterie
- 3e division de cavalerie[3],[4].

La 8e armée combat dans la bataille de Beer-Sheva (octobre 1917). Elle aligne 46 000 combattants face aux 80 000 soldats de l'Empire britannique commandés par Edmund Allenby. Menacée d'encerclement, elle doit abandonner Gaza et se replier vers Jaffa et les monts de Judée.
Elle est de nouveau repoussée, après plusieurs semaines de combat, lors de la bataille de Jérusalem (novembre-décembre 1917). Elle a alors son QG à Tulkarem et comprend les unités suivantes :
- XXIIe corps (Refet Bey (en))
  - 3e division
  - 7e division
  - 16e division
- Asien-Korps allemand (Werner von Frankenberg und Proschlitz (de))

Le 2 décembre, Kress von Kressenstein cède le commandement à un général ottoman, Djevad Pacha.

### 1918
En janvier 1918, la 8e armée comprend les unités suivantes :
- XXIIe corps
  - 3e, 7e et 20e divisions
- 16e division
- 54e division
- 2e division de cavalerie caucasienne[7]

En septembre 1918, lors de la bataille de Megiddo, elle comprend les unités suivantes :
- XXIIe corps (Refet Bey)
  - 7e et 20e divisions
- Aile gauche (Gustav von Oppen)
  - 16e et 19e divisions
  - Asien-Korps (Werner von Frankenberg und Proschlitz)
- 2e division de cavalerie caucasienne[8]

La 8e armée, surprise par la percée britannique, harcelée par la cavalerie et par l'aviation britanniques, bat en retraite en désordre en abandonnant 12 000 prisonniers, 149 canons et une grande quantité de matériel.
Les unités restantes sont complètement désorganisées lors de la bataille de Damas puis de la bataille d'Alep (octobre 1918). Elles sont évacuées et démobilisées en application de l'armistice de Moudros (30 octobre).
En novembre 1918, la 8e armée, avec son QG à Smyrne (Izmir), n'est plus qu'un centre de démobilisation pour les unités suivantes :
- XVIIe corps
  - 58e division
- XXIe corps
  - 57e division[9]

### Sources et bibliographie
- (en) Cet article est partiellement ou en totalité issu de l’article de Wikipédia en anglais intitulé « Eighth Army (Ottoman Empire) » (voir la liste des auteurs) dans sa version du 12 novembre 2017.
- (en) Edward J. Erickson, Order to Die : A History of the Ottoman Army in the First World War, Greenwood Press, 2001
- (en) Edward J. Erickson, Ottoman Army Effectiveness in World War I : A Comparative Study, Routledge, 2007